# Wilhelm Friedrich Gintl
Wilhelm Friedrich Gintl (4. srpna 1843 Vídeň – 26. února 1908 Praha) byl rakouský a český vysokoškolský pedagog, chemik a politik německé národnosti, v 2. polovině 19. století poslanec Českého zemského sněmu.

## Biografie
Vystudoval gymnázium ve Vídni a nastoupil na Vídeňskou univerzitu, z níž ovšem přešel na Karlo-Ferdinandovu univerzitu v Praze, kterou pak absolvoval. Zpočátku pracoval jako chemik v průmyslu. V roce 1865 se stal asistentem na pražské univerzitě, kde roku 1867 získal titul doktora filozofie a kde nastoupil v dubnu 1868 jako docent chemie. Od listopadu 1869 se stal pedagogem na Německé vysoké škole technické v Praze, nejdříve jako suplent po smrti profesora Roberta Hoffmanna, od června 1870 jako řádný profesor. Dále byl suplentem na pražské univerzitě. Opakovaně byl děkanem chemické fakulty a čtyřikrát rektorem (1875, 1883, 1893, 1906). Posunul vyučovací metody, kladl důraz na experimentální chemii a prosadil specializace jednotlivých chemických oborů. Inicioval vznik samostatné katedry chemické technologie organických látek. Od roku 1895 vyučoval na německé technice i praktickou fotografii.
V 70. letech 19. století se zapojil do zemské politiky. Od roku 1870 byl členem Zemské zdravotní rady. Ve volbách v roce 1878 byl zvolen na Český zemský sněm za městskou kurii (obvod Chomutov – Vejprty – Přísečnice). Uvádí se jako člen takzvané Ústavní strany (liberálně a centralisticky orientovaná stranická platforma odmítající federalistické aspirace neněmeckých etnik). Mandát obhájil i ve volbách v roce 1883 za týž obvod. Na sněmu se specializoval na školské otázky.
V roce 1902 se stal doživotním členem Panské sněmovny (jmenovaná horní komora Říšské rady). Byl také členem patentního soudního dvora, prezidentem správní rady Rakouského spolku pro chemickou a hutnickou výrobu, členem správní rady Českého muzea a České akademie věd a umění. Roku 1878 založil Rakouskou společnost pro podporu chemického průmyslu. Zasadil se také o zřízení Spolku státních úředníků německé národnosti, v němž působil jako jeho prezident. V závěru života ještě usedl do správní rady akciové společnosti v Kosmonosích.
Byl mu udělen Řád železné koruny III. třídy a titul dvorního rady. Zemřel v únoru 1908.
Jeho otec byl technik Wilhelm Julius Gintl, syn Wilhelm Heinrich Gintl byl rovněž chemikem.